# Vodní tramvaj ve Štětíně
Vodní tramvaj ve Štětíně (v letech 1960–1963 také hydrobus) je bývalý systém vodní dopravy, který fungoval v polském Štětíně v letech 1960–1963 a 2017–2021.

## Historie
Počátky historie vodní tramvaje ve Štětíně sahají do zimy roku 1958, kdy z iniciativy Zygmunta Kloneka, tehdejšího ředitele MZK Szczecin (česky Městský dopravní podnik Štětín), odjela polská delegace do Maďarské lidové republiky, aby se seznámila s nabídkou na prodej dvou lodí. Vzhledem ke specifickým podmínkám polského provozu bylo nakonec rozhodnuto objednat dvě zcela nové lodě. Jejich dodávka se uskutečnila v květnu 1960 po souši do Gliwic a poté po Odře do Štětína. Vzhledem k tomu, že Štětínská plavební společnost nedala souhlas k využívání námořní stanice, byl přístav umístěn na nábřeží v blízkosti Dlouhého mostu. Infrastrukturu přístavu tvořily tři staré tramvajové vozy, které byly přestavěny na pokladnu, čekárnu, respektive bar. Vodní tramvaj byla ve Štětíně velmi oblíbená. Dne 18. července 1963 však Městský národní výbor rozhodl o zrušení systému a převedení lodí do Štětínské plavební společnosti. Důvodem byla snaha odstranit konkurenci mezi MZK a společnostmi zabývajícími se lodní dopravou na Odře.
Dne 15. července 2017 byla ve Štětíně obnovena vodní tramvajová doprava, která využívala katamarán Enterprise, postavený ve Štětínské jachetní loděnici, na sezónní okružní trase z přístavu na Piastovském bulváru kolem ostrova Grodzkého. Naposledy se plavba uskutečnila v roce 2021.

## Linky
První systém se skládal ze dvou pravidelných linek (Dlouhý most – loděnice Parnica/centrála CPN a Dlouhý most – výtah Ewa) a sezónních turistických linek.

## Flotila
V letech 1960–1963 se flotila skládala ze dvou lodí pojmenovaných „Juliszka“ a „Margitka“.
| Jméno      | Popis | Foto |
| ---------- | --- | ---- |
| „Margitka“ | Počátkem roku 1963 byl původní bílý nátěr změněn na bílý, modrý a oranžový. V dubnu 1963 byl změněn zpět na bílou. Počátkem 70. let 20. století byla vyřazena z provozu. V roce 1971 loď, která potřebovala opravu, odkoupilo od Štětínské plavební společnosti město Kruszwica spolu s místní pobočkou PTTK. Po provedení oprav byla loď přejmenována na „Rusałka“ a sloužila k přepravě turistů po jezeře Gopło. V provozu zůstala až do roku 2021. |      |
| „Juliszka“ | Druhá ze zakoupených lodí. Vyřazena z provozu počátkem 70. let 20. století, další osud neznámý. |      |